# Eddy Jaspers
Eddy Jaspers (ur. 15 kwietnia 1956) – belgijski piłkarz grający na pozycji prawego obrońcy. Był reprezentantem Belgii.

## Kariera klubowa
Swoją karierę piłkarską Jaspers rozpoczął w klubie SK Beveren Waes, który w 1977 roku zmienił nazwę na KSK Beveren. W sezonie 1977/1978 zadebiutował w jego barwach w pierwszej lidze belgijskiej. Grał w nim do końca sezonu 1985/1986. Wraz z Beveren wywalczył dwa mistrzostwa Belgii w sezonach 1978/1979 i 1983/1984 oraz zdobył dwa Puchary Belgii w sezonach 1977/1978 i 1982/1983.
W 1986 roku Jaspers odszedł z Beveren do Racingu Jet Bruksela. W sezonie 1988/1989 był z niego wypożyczony najpierw do Royalu Antwerp FC, a następnie do holenderskiego Willema II Tilburg. W latach 1989–1991 ponownie grał w Racingu Jet. W latach 1991–1993 był piłkarzem trzecioligowego Standaardu Wetteren. W sezonie 1993/1994 występował w SV Wildert, a w sezonie 1994/1995 w Putte SK.
| Sezon   | Klub                | Kraj     | Rozgrywki       | Mecze | Gole |
| ------- | ------------------- | -------- | --------------- | ----- | ---- |
| 1976/77 | SK Beveren Waes     | Belgia   | Eerste klasse   | 21    | 1    |
| 1977/78 | SK Beveren Waes     | Belgia   | Eerste klasse   | 32    | 3    |
| 1978/79 | KSK Beveren         | Belgia   | Eerste klasse   | 33    | 1    |
| 1979/80 | KSK Beveren         | Belgia   | Eerste klasse   | 27    | 1    |
| 1980/81 | KSK Beveren         | Belgia   | Eerste klasse   | 33    | 3    |
| 1981/82 | KSK Beveren         | Belgia   | Eerste klasse   | 29    | 2    |
| 1982/83 | KSK Beveren         | Belgia   | Eerste klasse   | 33    | 3    |
| 1983/84 | KSK Beveren         | Belgia   | Eerste klasse   | 31    | 2    |
| 1984/85 | KSK Beveren         | Belgia   | Eerste klasse   | 27    | 3    |
| 1985/86 | KSK Beveren         | Belgia   | Eerste klasse   | 18    | 0    |
| 1986/87 | Racing Jet Bruksela | Belgia   | Eerste klasse   | 30    | 1    |
| 1987/88 | Racing Jet Bruksela | Belgia   | Eerste klasse   | 32    | 1    |
| 1988/89 | Royal Antwerp FC    | Belgia   | Eerste klasse   | 9     | 0    |
| 1988/89 | Willem II Tilburg   | Holandia | Eredivisie      | 11    | 0    |
| 1989/90 | Racing Jet Wavre    | Belgia   | Tweede klasse   | 25    | 2    |
| 1990/91 | Racing Jet Wavre    | Belgia   | Tweede klasse   | 19    | 2    |
| 1991/92 | Standaard Wetteren  | Belgia   | Derde klasse    | 18    | 1    |
| 1992/93 | Standaard Wetteren  | Belgia   | Derde klasse    | 7     | 0    |
| 1993/94 | SV Wildert          | Belgia   | liga regionalna | ?     | ?    |
| 1994/95 | Putte SK            | Belgia   | liga regionalna | ?     | ?    |

## Kariera reprezentacyjna
W reprezentacji Belgii Jaspers zadebiutował 5 września 1984 w przegranym 0:2 towarzyskim meczu z Argentyną, rozegranym w Brukseli, gdy w 46. minucie zmienił Marca Baecke. Grał w eliminacjach do MŚ 1986. W kadrze narodowej rozegrał 3 mecze, wszystkie w 1984 roku.